# 黏度计
黏度計（英語：或）是用於測量流體黏度的儀器。對於黏度隨流動條件而變化的液體，则使用流變儀测定黏度，故流變儀可以認為是特殊的黏度計。黏度計僅在一種流量條件下測量。

## U形管粘度计

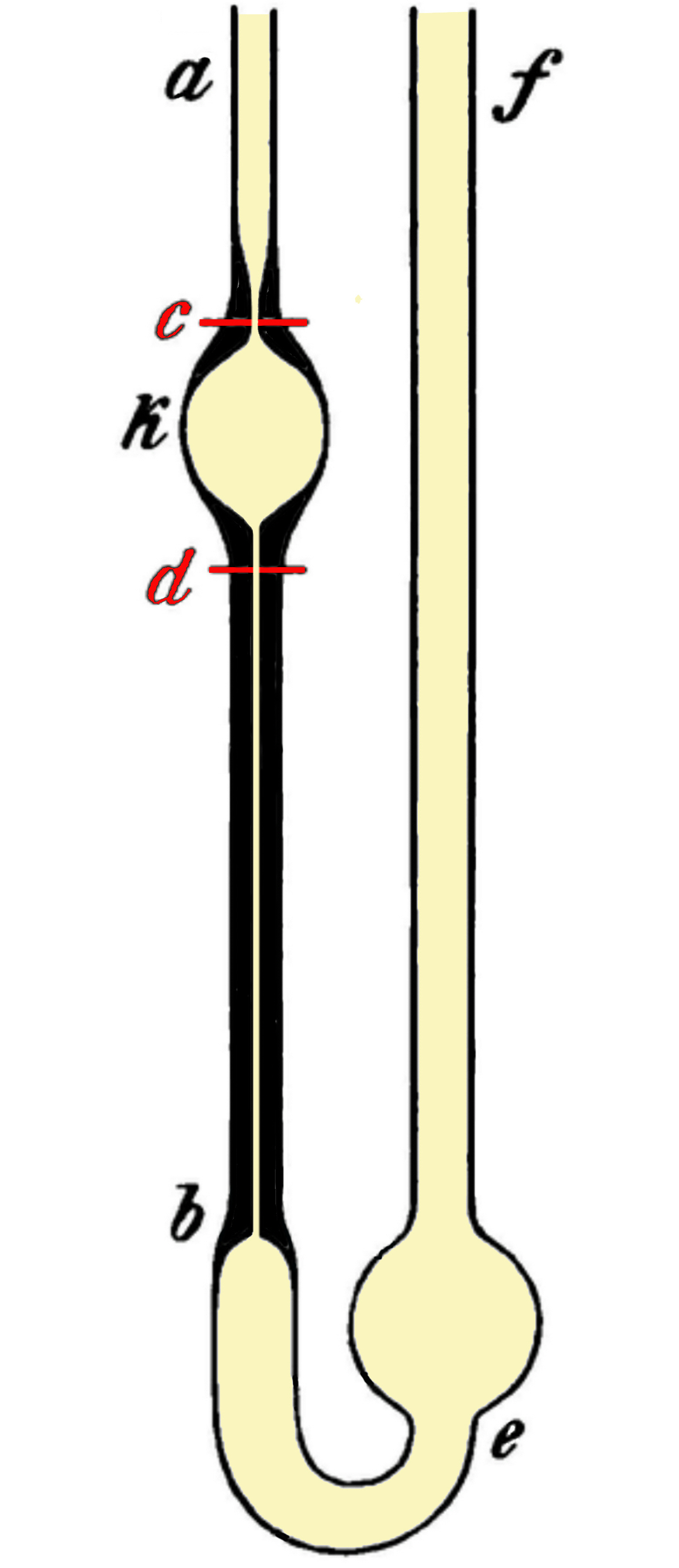
奥斯特瓦尔德黏度计

该设备也被称为玻璃毛细管粘度计或“奥斯特瓦尔德粘度计”，以威廉·奥斯特瓦尔德命名，另一个版本被称为乌贝罗德黏度计。它主体是垂直放置在恒温浴中的U形管。U型管的一臂有一段垂直的毛细管。上面有一个球状玻璃泡，另一个球状玻璃泡在另一臂，位置更低。
在测试时，将液体吸入上球泡，然后允许液体通过毛细管缓慢地流入下球泡。上球泡上方和下方有两个标记，之间是已知的体积。根据泊肃叶定律，体积流率和运动黏度成反比，
所以对于确定的体积来说，液体的上液面通过这两个标记所需的时间与液体的运动黏度成正比。
{\displaystyle {\frac {dV}{dt}}=v\pi R^{2}={\frac {\pi R^{4}}{8\eta }}\left({\frac {-\Delta P}{\Delta x}}\right)={\frac {\pi R^{4}}{8\eta }}{\frac {|\Delta P|}{L}},}
校准可以使用具有已知特性的流体，比如水来进行。测量所测试液体在两个标记之间流经所需的时间。将所需时间乘以黏度计的转换系数，就可以获得运动黏度。

## 落球黏度计

落球受力图解

1851年，乔治·加布里埃尔·斯托克斯提出了雷诺数很小时适用的斯托克斯定律，这是落球黏度计的理论基础。
{\displaystyle F=6\pi r\eta v,}
此处 {\displaystyle F}代表摩擦力， {\displaystyle r}代表下落球体的半径，{\displaystyle \eta }是流体的黏度，{\displaystyle v}是球体的下落速度，
当球体的重力大于浮力和摩擦力的合力时，球体会加速，摩擦力会变大，当球体重力和后两者合力相等时，球体下落速度达到最大且保持不变，即末端速度。通过推导，可以得到末端速度：
{\displaystyle V_{\text{s}}={\frac {2}{9}}{\frac {r^{2}g(\rho _{p}-\rho _{f})}{\mu }},}
此处：
Vs代表末端速度又称沉积速度(m/s),
r是落球的斯托克斯半径（米）
g是重力加速度（m/s2）,
ρp是落球的密度(kg/m3),
ρf是流体的密度(kg/m3),
μ是流体的动力黏度(Pa·s).
一系列不同直径的钢球经常被用于落球黏度测量，以提高测量的准确性。学校的黏度测量实验经常用甘油作实验流体。如果选择比较合适的下落球体，那么就可以在达到第一个标记之前达到末端速度，可以通过该球体通过两个标记之间的时间，求出末端速度，进而通过斯托克斯定律求出流体的黏度。这个结果的有效性的一个限制因素是使用的球体的粗糙度。
竖直的落球黏度计的一种改进是滚球粘度计，浸在试验液中的球滚下坡度，也可以通过使用专利的V板进一步改进，从而增加了所行距离的旋转次数，可以在更小，更便携式的设备中达到末端速度。被控制的球的滚动避免了流体中的湍流，这有时会在竖直落球实验中出现。

## 外部連結
- RHEOTEST Medingen GmbH - History and Collection of rheological instruments from the time of Fritz Höppler
- ASTM International （页面存档备份，存于） (ASTM D7042)
- Viscosity conversion tables
- Alpha Technologies （页面存档备份，存于） (formerly Monsanto Instruments and Equipment) - Akron, Ohio USA
- Viscopedia | A free knowledge base for viscosity （页面存档备份，存于）